# Ангиопоетин 1
Ангиопоетин 1 је тип ангиопоетина који је кодиран геном АНГПТ1.

## Опште информације
Ангиопоетини су протеини са важном улогом у васкуларном развоју и ангиогенези. Сви ангиопоетини се везују са сличним афинитетом за рецептор тирозин-протеин киназе специфичан за ендотелне ћелије. Протеин кодиран овим геном је излучени гликопротеин који активира рецептор индукујући његову фосфорилацију тирозина. Он игра кључну улогу у посредовању реципрочних интеракција између ендотела и околног матрикса и мезенхима. Протеин такође доприноси сазревању и стабилности крвних судова и може бити укључен у рани развој срца. Током трудноће, ангиопоетини делују комплементарно ВЕГФ систему и доприносе преживљавању ендотелних ћелија и ремоделирању крвних судова. Неколико студија је испитивало улогу ангиопоетина у компликацијама трудноће код људи као што су прееклампсија и интраутерино ограничење раста (ИУОР).
Модел АНГПТ1 уведен је у ембрионе мишева. Резултати су показали да су ембриони почели да изгледају абнормално до 11. дана трудноће, а да су мртви до 12,5 дана трудноће. Ембриони су показали изражене дефекте у развоју ендокарда и миокарда, као и мање сложену васкуларну мрежу.